# Graciella nigromarginata
Graciella nigromarginata är en skalbaggsart som beskrevs av Hintz 1912. Graciella nigromarginata ingår i släktet Graciella och familjen långhorningar. Inga underarter finns listade i Catalogue of Life.